# Agostino Veneziano
Agostino Veneziano, de nom original Agostino Musi (1490, Venècia - † 1540, Roma) fou un gravador italià renaixentista.
Així com altres gravadors com Marco Dente i Bernardo Daddi, se l'observa dins del cercle d'artistes que treballaren a l'ombra de Marcantonio Raimondi, gravador predilecte de Raffaello Sanzio. Com ells, s'especialitzà en el gravat de reproducció per sorgir en el creixent mercat d'estampes del Renaixement. El seu hàbit de signar i datar les planxes ha contribuït a reconstruir més fàcilment la seva àmplia producció. Es conserven unes 140 obres signades, tot i que se li n'atribueixen moltes més.

## Obres
Fou conegut com a Agostino Veneziano a causa del seu lloc de naixement. Les seves primeres obres, datades del 1514, són còpies de L'últim sopar de Durero i de L'astròleg de Giulio Campagnola. Unes altres dues còpies gravades, de dissenys d'Andrea del Sarto (Crist mort sostingut per tres àngels de 1516) i de Baccio Bandinelli (Cleòpatra de 1515) han permès situar-lo a Florència en aquells anys. Es traslladà a Roma, on passà a col·laborar com ajudant al taller de Marcantonio Raimondi.
El 1516 es data una planxa creada per a Raimondi, La mort d'Ananies (catàleg Bartsch 42), d'una sèrie de gravats de Raffaello sobre els Fets dels Apòstols, els tapissos per a la Capella Sixtina dissenyats per Raffaello Sanzio poc abans. Veneziano és l'autor de diverses de les planxes de la sèrie, mentre que a Raimondi només se li n'atribueix una.
El 1520 gravà una rèplica (Bartsch 347) de la planxa Hèrcules i Anteu de Raimondi, basada en un disseny de Giulio Romano. Reprengué el mateix tema, tot i que en una composició diferent, el 1533, amb un disseny de Raffaello on el combat entre Hèrcules i el gegant és presenciat per la seva mare, la deessa Gea (Bartsch 316).
També prengué de Raffaello el disseny de Home i dona unint les mans (Bartsch 471). Una altra planxa seva és L'acadèmia de Baccio Bandinelli, que mostra el taller d'aquest escultor florentí.